# Ivan Kolev (1930)
Ivan Petkov Kolev (in bulgaro Иван Петков Колев?; Sofia, 1º novembre 1930 – Sofia, 1º luglio 2005) è stato un calciatore e allenatore di calcio bulgaro, che giocava principalmente come attaccante o ala.
È stato il primo bulgaro ad essere candidato per il Pallone d'oro.

## Palmarès

### Club
- Campionato bulgaro di calcio: 11

CSKA Sofia: 1951, 1952, 1954, 1955, 1956, 1957, 1958, 1959, 1960, 1961 e 1966.
- Coppa di Bulgaria: 5

CSKA Sofia: 1951, 1954, 1955, 1962 e 1965.

### Nazionale
- Bronzo olimpico: 1

Melbourne 1956

### Individuale
- Calciatore bulgaro dell'anno: 1

1962